# Smile.tv
SmileTV ist ein britischer Fernsehsender, der, wie der einstige deutsche Sender 9live, Call-in-TV sendet.

## SmileTV in Deutschland
Seit dem 1. Juli 2011 gibt es eine deutsche Version des Senders. Dieser soll, wie das britische Original, tagsüber Doku-Soaps und Call-in-Shows wie "Life Coach TV" oder "Party Girls" und nachts Erotik senden.
Er kann auf den Satelliten Astra, 19,2° Ost, 12.663 GHz horizontal empfangen werden.